# کاج ویرجینیایی
کاج ویرجینیایی (نام علمی: Pinus virginiana) نام یک گونه از سرده کاج است.

## نگارخانه

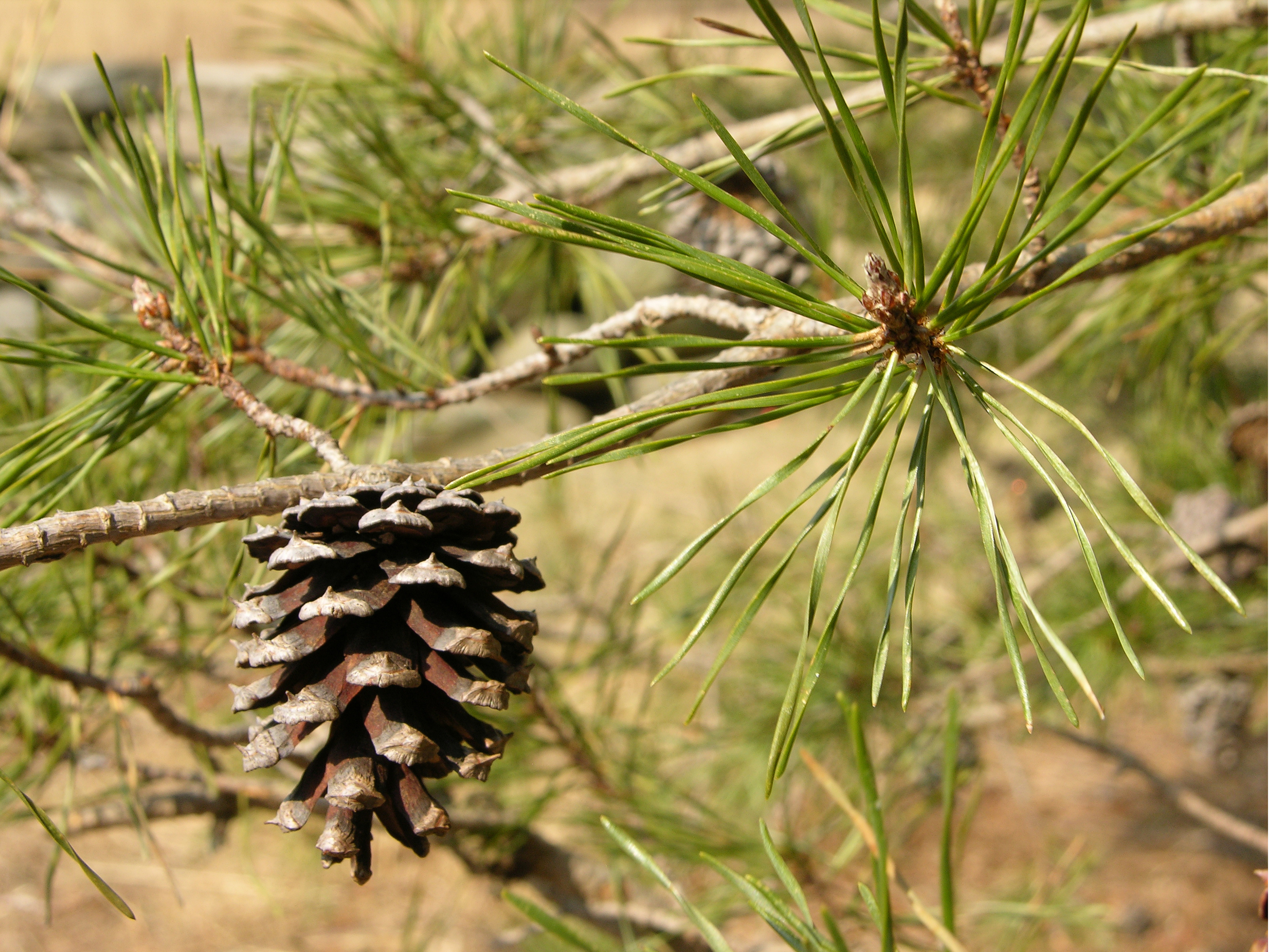
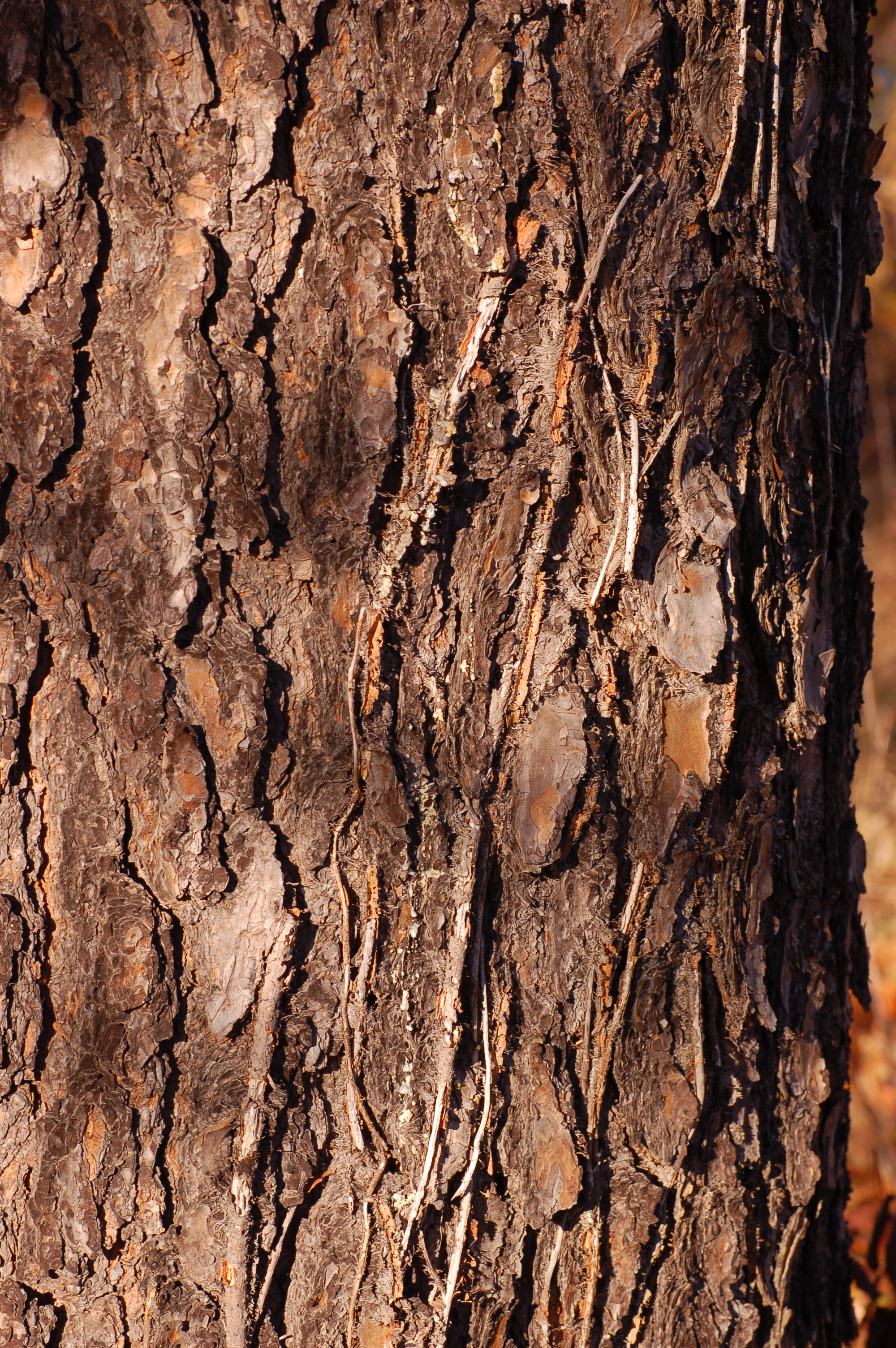
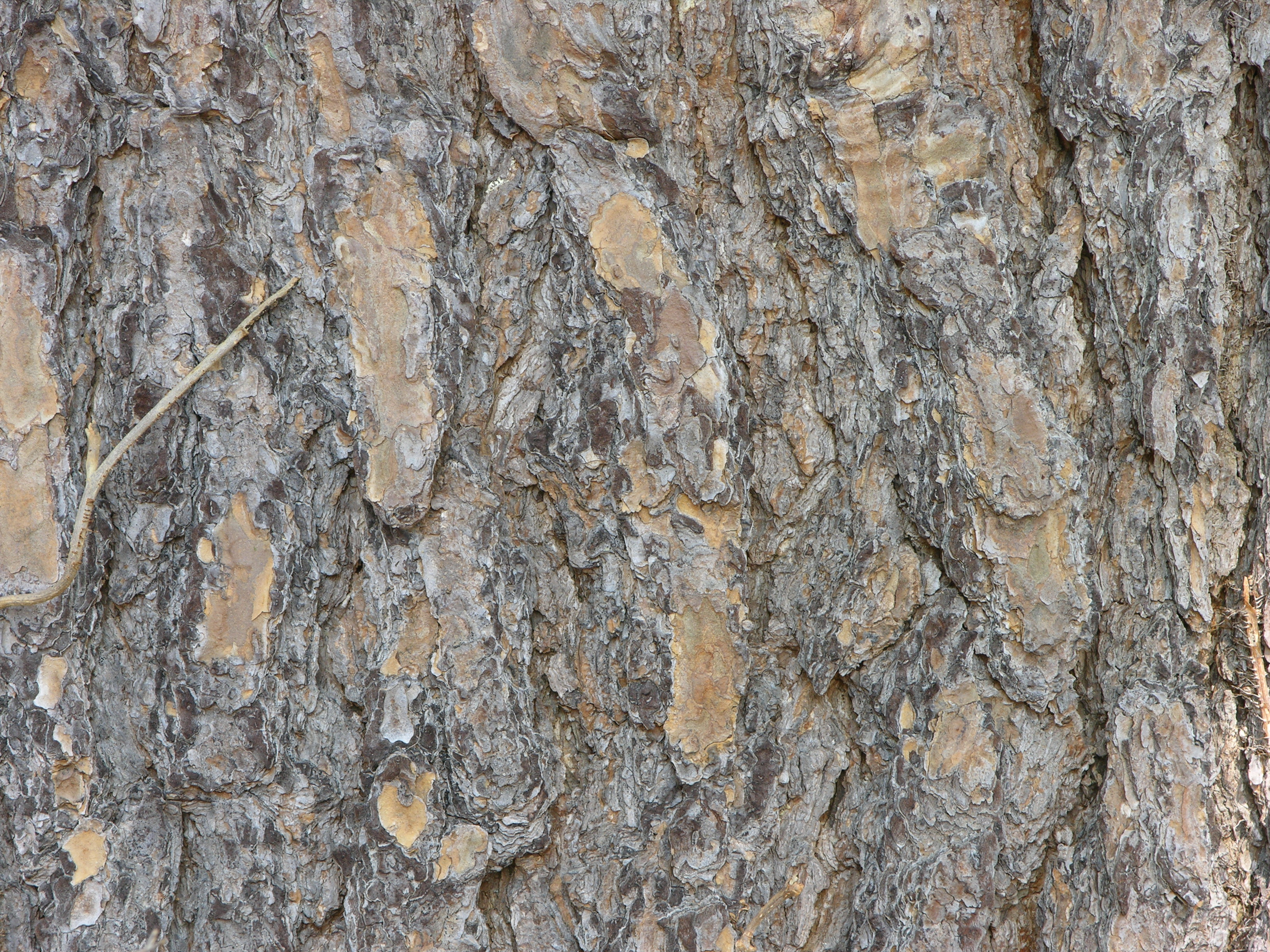
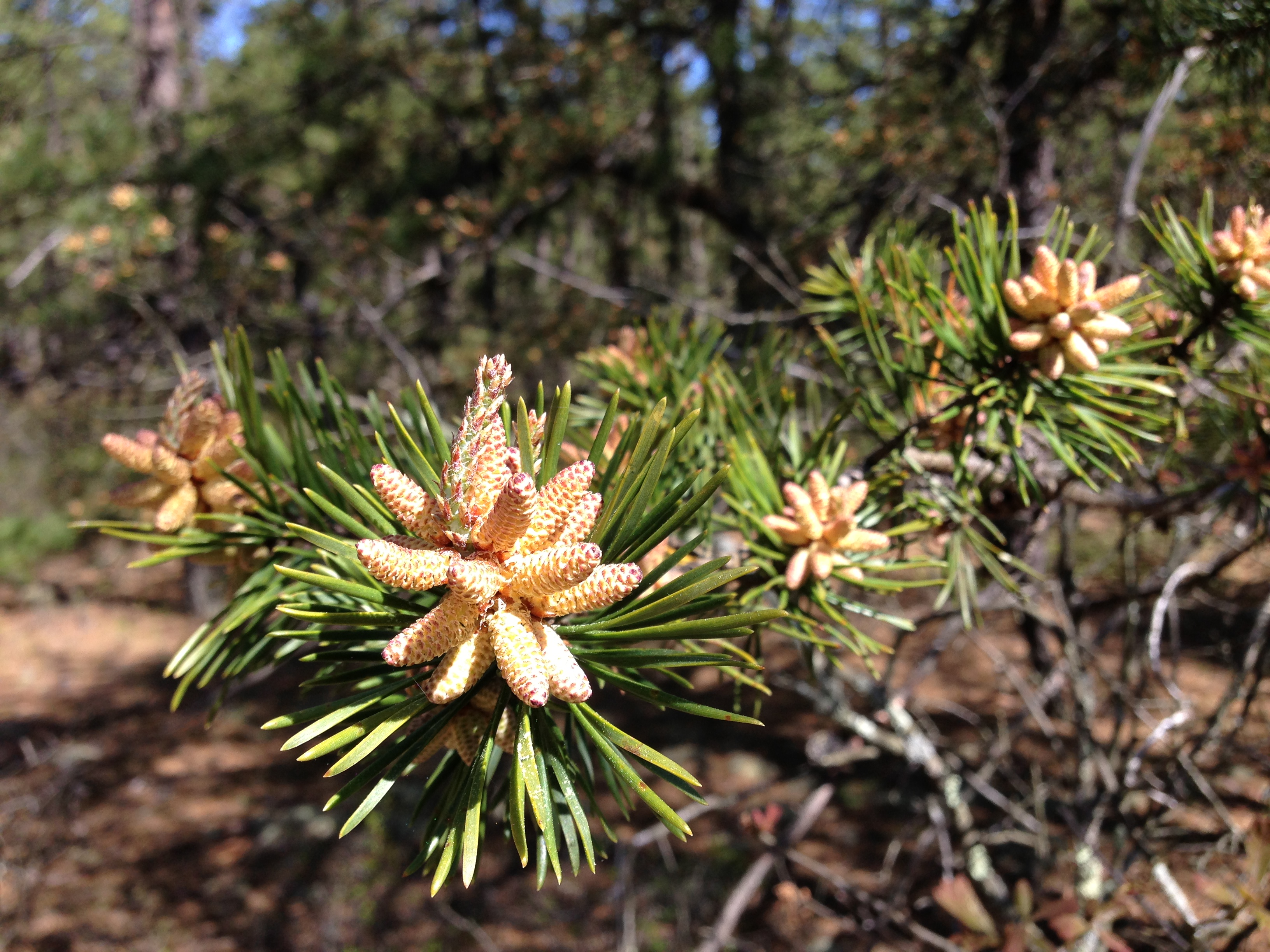